# Angelo Colletta
Angelo Colletta (Genova, 3 maggio 1948) è un allenatore di calcio ed ex calciatore italiano, di ruolo difensore.

## Carriera
Terzino, in carriera ha disputato 17 incontri in Serie A, tutte con la maglia della Sampdoria, con una rete all'attivo, la seconda della rimonta da 0-3 a 3-3 dalla Sampdoria all'Olimpico contro la Roma della stagione 1969-1970.
Ha inoltre totalizzato 85 presenze e 3 reti in Serie B con Mantova, Taranto, Monza e Avellino, vincendo il campionato nell'annata 1970-1971 col Mantova.
Intrapresa la carriera di allenatore, ha guidato per tre stagioni la Sarzanese.

## Palmarès
- Campionato italiano di Serie B: 1

Mantova: 1970-1971